# Tous les garçons et les filles
"Tous les garçons et les filles" (Tất cả thiếu niên và thiếu nữ, lời Việt có tựa là "Những nụ tình xanh") là một ca khúc tiếng Pháp được hát bởi ca sĩ Françoise Hardy, phát hành năm 1962.
Tại Việt Nam, đầu thập niên 70, nhạc sĩ Phạm Duy đã viết lời Việt cho ca khúc này với tựa đề "Những nụ tình xanh" và do ca sĩ Thanh Lan trình bày đầu tiên.

## Bối cảnh
Lời nhạc kể lại tâm tình một người con gái trẻ mà chưa hề biết đến tình yêu, và nỗi ghen tị đối với những cặp tình nhân chung quanh cô.
Bản nhạc được trình diễn lần đầu tiên trên truyền hình vào tối chủ nhật ngày 28 tháng 10 năm 1962 trong đoạn ca nhạc xen vào giữa lúc đang theo dõi kết quả một cuộc trưng cầu dân ý cho phép trực tiếp bầu tổng thống Pháp. Bản nhạc trở nên thành công rực rỡ, bán được 500.000 đĩa vào cuối năm, và chỉ riêng ở Pháp đã bán được tổng cộng trên 700.000 đĩa.
Françoise Hardy cũng trình diễn bản này bằng tiếng Anh ("Find Me a Boy", 1964), tiếng Ý ("Quelli della mia età", 1962; trong đĩa Françoise Hardy canta per voi in italiano, 1963), và tiếng Đức ("Peter und Lou", 1963; trong đĩa In Deutschland, 1965.)